# Amici per sempre (film 1995)
Amici per sempre (The Cure) è un film del 1995, diretto dal regista Peter Horton.
La storia narra di due ragazzi (Brad Renfro e Joseph Mazzello) alla ricerca di una cura per l'AIDS, malattia di cui è ammalato uno dei due. È stato prodotto da Eric Eisner e Mark Burg, noti per essere stati anche i produttori dei film della serie Saw.

## Trama
Erik è un adolescente solitario che ha una madre fredda e assente. Un giorno, mentre sta giocando in giardino, conosce Dexter, il suo nuovo vicino di casa, malato di AIDS a causa di una trasfusione di sangue infetto avvenuta quando era più piccolo. Malgrado la madre di Erik gli abbia raccomandato di non giocare con lui, i ragazzi fanno ugualmente conoscenza e diventano grandi amici nel giro di pochi giorni. I due cominciano a vedersi quotidianamente: passano le giornate a giocare nei boschi dietro casa, a mangiare le tante merendine comprate al supermarket e a correre.
Ben presto Erik decide di far fruttare al meglio i pomeriggi passati assieme: vuole scoprire un modo per curare l'amico in modo che egli non debba più soffrire. Così i due cominciano a preparare infusi con ogni tipo di foglia che si trovi nel bosco: Erik è infatti convinto che tutte le cure per le malattie (compresa la penicillina) sono state trovate casualmente. Dopo l'ennesimo infuso bevuto, Dexter si sente male e viene ricoverato d'urgenza all'ospedale.
Appena dimesso, i due amici leggono su un giornale locale che un professore di New Orleans dice di aver trovato la cura per l'AIDS: senza pensarci troppo i due riempiono i propri zaini e si mettono in viaggio via fiume sul canotto con cui erano soliti giocare.
Dopo poche miglia percorse, i due amici capiscono che a quella velocità non sarebbero mai riusciti ad arrivare alla loro meta; così chiedono un passaggio ad alcuni ragazzi che hanno una barca a motore. Questi ragazzi sono in vacanza con alcune loro amiche e non hanno alcuna intenzione di accelerare la marcia a causa di due preadolescenti. I ragazzi, costretti a dormire in tenda su una spiaggia per non disturbare, rubano dei soldi dalla barca e si inoltrano nel bosco. Arrivati ad una stazione degli autobus, vengono riconosciuti dagli stessi ragazzi che li avevano portati in barca e, per non farsi prendere, scappano.
Sfuggiti da loro e con Dexter ormai troppo ammalato, Erik decide che è giunto il momento di gettare la spugna: così chiama la mamma di Dexter e compra due biglietti per tornare a casa. Dexter viene ricoverato all'ospedale dove poco dopo morirà, dopo essersi finto molte volte morto per scherzare con il suo amico.
Al funerale di Dexter, Erik mette tra le mani della salma dell'amico la propria scarpa da ginnastica e prende quella di Dexter per metterla nel fiume dove è iniziata la loro avventura: quella notte in tenda, mentre erano in viaggio per New Orleans, Dexter gli aveva detto che ogni tanto si svegliava al buio e aveva paura di essere da solo a un miliardo di anni luce dall'universo. Erik già allora gli aveva dato la propria scarpa in modo che si potesse ricordare di averlo sempre al suo fianco.